# Gasbeholderen
Gasbeholderen er en dansk eksperimentalfilm fra 1990, der er instrueret af Wido Schlichting.

## Handling
En video-tegneserie der fortæller historien om poeten og plattenslageren. Eller hvordan det er svært at lave 'avantgarde', når man er forelsket, og verden er sindssyg.